# Betanzos, Bolivia
Betanzos är en ort i Bolivia.   Den ligger i departementet Potosí, i den centrala delen av landet, 60 kilometer söder om huvudstaden Sucre. Betanzos ligger 3 329 meter över havet och antalet invånare är 4 847.
Terrängen runt Betanzos är kuperad. Runt Betanzos är det glesbefolkat, med 20 invånare per kvadratkilometer.. Det finns inga andra samhällen i närheten.
Omgivningarna runt Betanzos är i huvudsak ett öppet busklandskap.